# 富永徳磨
富永 徳磨（とみなが とくま、1875年10月19日  -1930年4月30日）は駒込基督会牧師。
八木重吉に洗礼を授けたことでも知られる。
主著『基督の新精神』。黎明会の会員でもあった。

## 生涯
1875年(明治8年)大分県南海部郡佐伯町（現佐伯市）に生まれる。佐伯小学校を経て、藩校の鶴谷学館で学ぶ。1891年に佐伯教会で洗礼を受ける。鶴谷学館に在学中に、教師として薫陶を受けた国木田独歩の影響を受けて、1894年(明治27年)国木田と共に上京する。
植村正久のもとで神学、聖書を学ぶ、1901年(明治34年)に按手礼を受けて、日本基督教会の牧師になる。1903年(明治36年)に金沢石浦教会(現・日本基督教団金沢教会)の牧師に就任する。その時、第四高等学校(現・金沢大学)の教授であった西田幾多郎と交流する。その頃、ウィリアム・ジェイムズの『宗教的経験の諸相』を読み、信仰が根本的に変革する。
1907年(明治40年)金沢石浦教会を辞任して、東京で兄弟と学生6名と共に、自宅で駒込基督会を組織する。そして、文筆活動と説教を行う。八木重吉が駒込で受洗したのは1919年（大正8年）3月だった。
1918年(大正7年)中田重治、内村鑑三、木村清松らが起こした再臨運動の際に、海老名弾正、三並良、今井三郎、杉浦貞二郎らと共に反対運動を起こす。
1925年(大正14年)に新公同神学院を創立する。

## 神学
- キリスト教信仰の本質は、神との合一の境地に至ることであると説いた。
- キリストの霊を注ぎこまれて、人格を根底から変えられて生きるのが救われた者の生活であるとした。
- 贖罪の意味を認めない。

## 著書
- 『基督教の根本問題』警醒社書店、1912
- 『基督教の信仰』基督の徒雑誌社
- 『基督再臨説を排す』警醒社書店
- 『キリストの新精神』新教出版社 1970
- 『天よりの火』1980年